# Nuoto ai XIX Giochi asiatici - 50 metri dorso femminili
La gara dei 50 metri dorso femminili di nuoto ai XIX Giochi asiatici si è svolta il 25 settembre 2023, durante i XIX Giochi asiatici, presso l'Hangzhou Olympic Sports Expo Center.

## Podio
| Pos.    | Atleta         | Nazione  |
| ------- | -------------- | -------- |
| Oro     | Wang Xueer     | Cina     |
| Argento | Wan Letian     | Cina     |
| Bronzo  | Miki Takahashi | Giappone |

## Record
Prima della manifestazione il record del mondo (RM), il record asiatico (AS) e il record dei giochi (RC) erano i seguenti.
|  | 26"98 | Liu Xiang | 21 agosto 2018 Giacarta |
|  | 26"98 | Liu Xiang | 21 agosto 2018 Giacarta |
|  | 26"98 | Liu Xiang | 21 agosto 2018 Giacarta |

Durante la competizione non sono stati migliorati record.

## Programma
| Data              | Ora (UTC+8) | Turno    |
| ----------------- | ----------- | -------- |
| 25 settembre 2024 | 10:11       | Batterie |
| 25 settembre 2024 | 19:36       | Finale   |

## Risultati

### Batterie
| Pos. | Batteria | Corsia | Atleta                  | Nazionalità   | Tempo | Note |
| ---- | -------- | ------ | ----------------------- | ------------- | ----- | ---- |
| 1    | 3        | 4      | Wang Xueer              | Cina          | 27"59 | Q    |
| 2    | 4        | 4      | Wan Letian              | Cina          | 27"80 | Q    |
| 3    | 4        | 5      | Miki Takahashi          | Giappone      | 28"24 | Q    |
| 4    | 3        | 5      | Stephanie Au            | Hong Kong     | 28"37 | Q    |
| 5    | 2        | 5      | Lee Eun-ji              | Corea del Sud | 28"80 | Q    |
| 6    | 2        | 4      | Kayla Sanchez           | Filippine     | 28"86 | Q    |
| 7    | 2        | 6      | Xeniya Ignatova         | Kazakistan    | 28"95 | Q    |
| 8    | 4        | 6      | Tiea Salvino            | Filippine     | 29"08 | Q    |
| 9    | 4        | 3      | Levenia Sim             | Singapore     | 29"19 |      |
| 10   | 4        | 7      | Angel Yus               | Indonesia     | 29"44 |      |
| 11   | 3        | 2      | Ai Soma                 | Giappone      | 29"50 |      |
| 12   | 3        | 3      | Toto Wong               | Hong Kong     | 29"54 |      |
| 13   | 3        | 6      | Saovanee Boonamphai     | Thailandia    | 29"59 |      |
| 14   | 2        | 8      | Valerie Tarazi          | Palestina     | 29"64 |      |
| 15   | 4        | 2      | Wu Yi-en                | Taipei cinese | 29"70 |      |
| 16   | 2        | 3      | Masniari Wolf           | Indonesia     | 29"79 |      |
| 17   | 2        | 2      | Faith Khoo              | Singapore     | 29"85 |      |
| 18   | 3        | 7      | Maana Patel             | India         | 30"06 |      |
| 19   | 4        | 8      | Enkh-Amgalan Ariuntamir | Mongolia      | 30"16 |      |
| 20   | 1        | 2      | Elizaveta Rogozhnikova  | Kirghizistan  | 30"37 |      |
| 21   | 2        | 7      | Mia Millar              | Thailandia    | 30"52 |      |
| 22   | 3        | 1      | Pham Thi van            | Vietnam       | 30"55 |      |
| 23   | 4        | 1      | Ganga Senavirathne      | Sri Lanka     | 31"73 |      |
| 24   | 3        | 8      | Chanchakriya Kheun      | Cambogia      | 32"20 |      |
| 25   | 2        | 1      | Cheang Weng Lam         | Macao         | 32"22 |      |
| 26   | 1        | 3      | Munkhbat Amina          | Mongolia      | 35"04 |      |
| 27   | 1        | 6      | Fatima Lotia            | Pakistan      | 35"38 |      |
| 28   | 1        | 4      | Hamna Ahmed             | Maldive       | 35"62 |      |
| 29   | 1        | 5      | Ekaterina Bordachyova   | Tagikistan    | 36"44 |      |

### Finale
| Pos. | Corsia | Atleta          | Nazionalità   | Tempo | Note |
| ---- | ------ | --------------- | ------------- | ----- | ---- |
|      | 4      | Wang Xueer      | Cina          | 27"35 |      |
|      | 5      | Wan Letian      | Cina          | 27"41 |      |
|      | 3      | Miki Takahashi  | Giappone      | 28"21 |      |
| 4    | 6      | Stephanie Au    | Hong Kong     | 28"35 |      |
| 5    | 2      | Lee Eun-ji      | Corea del Sud | 28"60 |      |
| 6    | 7      | Kayla Sanchez   | Filippine     | 28"66 |      |
| 7    | 1      | Xeniya Ignatova | Kazakistan    | 28"72 |      |
| 8    | 8      | Tiea Salvino    | Filippine     | 28"79 |      |